# Manthiri Kumari
Manthiri Kumari (Tamilisch: மந்திரி குமாரி) ist ein tamilischer Film von T. R. Sundaram und Ellis R. Dungan aus dem Jahr 1950.

## Handlung
Der königliche Priester eines schwachsinnigen Herrschers möchte seinen Sohn Parthiban als General der königlichen Armee lancieren, doch der König macht Veeramohan zum General. Parthiban verdient sich sodann seinen Lebensunterhalt als Bandit mit einer batman-artigen Maske und versucht durch sein Tun, Veeramohans Fähigkeiten als General zu diskreditieren. Er möchte die Prinzessin Jeevarekha, in die Veeramohan verliebt ist, für sich gewinnen. Eine Botschaft Parthibans mit der Bitte, ihn heimlich zu treffen, erreicht statt Jeevarekha versehentlich Amudavalli, die Tochter des Ministers. Parthiban und Amudavali treffen und verlieben sich.
Der König schickt Veeramohan aus, um den Banditen Parthiban zu ergreifen. Parthiban wird gefangen genommen und vor Gericht gestellt. Sein Vater, der Oberpriester, erreicht einen Urteilsspruch vor der Tempelgöttin. Hinter der Götterstatue versteckt sich Amudavalli und erklärt Parthiban für unschuldig und Veeramohan zum Verbrecher. Im Glauben an die Wahrheit des Gottesurteils verstößt der König Veeramohan und Parthiban und Amudavalli heiraten.
Angestiftet durch seinen Vater begehrt Parthiban die Herrschaft über das Königreich. Um die Prinzessin heiraten zu können, plant er die Ermordung Amudavallis. Auf einer Klippe eröffnet er ihr die Tötungsabsicht. Amudavalli gelingt es, Parthiban von der Klippe in den Tod zu stürzen. Sie konvertiert daraufhin zum Buddhismus und wird Nonne. Der Priester tötet sie während einer Zeremonie und wird inhaftiert. Veeramohan wird begnadigt und erhält seine Prinzessin zurück.

## Hintergrund
Manthiri Kumari, eine Produktion von Modern Theatres, gehört zu den beliebtesten Filmen des tamilischen Kinos der 1950er Jahre und setzte mit den Protagonisten M. Karunanidhi und M. G. Ramachandran die DMK-Propaganda in der Tradition des Films Velaikkari aus dem Vorjahr fort. Die Aufnahmen entstanden im Bergort Yercaud bei Salem. Karunanidhis Drehbuch lehnt sich an Kundalakesi, einem klassischen tamilischen Epos aus dem 8. Jahrhundert, an. Der Originaltext, von dem lediglich 28 Verse überliefert sind, erzählt die Geschichte einer Jain-Frau aus der Vaishya-Kaste, die in Notwehr ihren Mann tötet und zum Buddhismus konvertiert. Vor dem historischen Hintergrund ersetzte der Drehbuchautor im Einklang mit der DMK-Ideologie den Jain-Kontext mit der Kaste der Brahmanen.
Der Film begründete das Schurkenimage des Schauspielers M. N. Nambiar. Es war nach 15 Jahren die letzte Arbeit des Amerikaners Ellis R. Dungan in der tamilischen Filmindustrie.

## Filmmusik
Interpreten der auch außerhalb des Films erfolgreichen Musik von G. Ramanathan waren unter anderem T. Loganathan, T. M. Soundararajan und M. L. Vasanthakumari. Die Liedtexte schrieben A. Marudakasi und K. M. Sharif.